# Nerviano
Nerviano ist eine Gemeinde in der Metropolitanstadt Mailand, Region Lombardei.

## Lage und Einwohner
Nerviano liegt 22 km nordwestlich von der Provinzhauptstadt Mailand an der alten Römerstraße, die Mailand mit Domodossola verband, der Via Severiana Augusta. Heute die modernen Sempione-Staatsstraße 33, die bis an die Schweizer Grenze führt. Die Gemeinde hat 16.891 Einwohner (Stand 31. Dezember 2023).
Die Nachbargemeinden von Nerviano sind Cerro Maggiore, Origgio (VA), Lainate, Parabiago, Pogliano Milanese und Arluno.

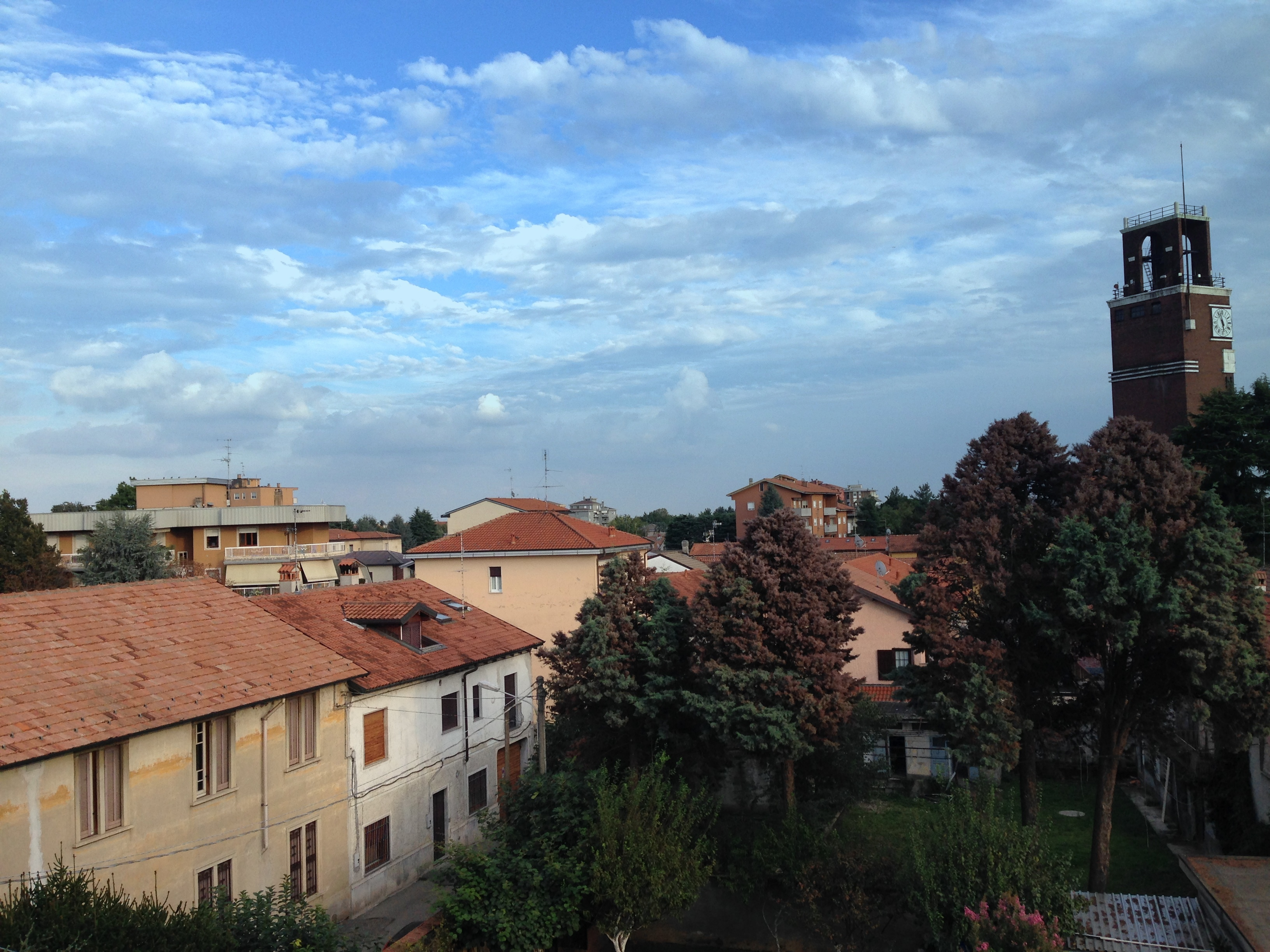
Panorama

### Bevölkerungsentwicklung
Nerviano zählt 6.917 Privathaushalte. Zwischen 1991 und 2001 stieg die Einwohnerzahl von 15.758 auf 16.810. Dies entspricht einem prozentualen Zuwachs von 6,7 %.

## Söhne und Töchter der Gemeinde
- Ambrogio Morelli (1905–2000), Radrennfahrer
- Luciano Re Cecconi (1948–1977), Fußballspieler
- Giuseppe Natale Vegezzi (* 1960), katholischer Geistlicher, Weihbischof in Mailand